# Ghiacciaio McCraw
Il ghiacciaio McCraw è un ghiacciaio tributario lungo circa 22 km situato nella regione meridionale della Terra di Oates, nell'Antartide orientale. Il ghiacciaio, il cui punto più alto si trova a circa 2100 m s.l.m., si trova sulla costa di Hillary e ha origine dalla parte occidentale del versante settentrionale del monte Olympus, nella regione occidentale della dorsale Britannia, da cui fluisce verso nord, scorrendo lungo il versante occidentale della cresta Johnston, fino a unire il proprio flusso a quello del ghiacciaio Hatherton.

## Storia
Il ghiacciaio McCraw è stato così battezzato dai membri di una spedizione geologica dell'Università del Waikato svolta in quest'area nel 1978-79 e comandata da Michael Selby, in onore del pedologo neozelandese John D. McCraw, decano di scienze alla stessa università e membro della squadra di ricerca neozelandese che soggiornò presso le valli secche di McMurdo nella stagione 1959-60.